# Hiry Ferenc
Bodrogkeresztúri Hiry Ferenc (Ilosva, 1798. november 2. – Zilah, 1876. december 5.) pedagógus, író.

## Életpályája
Szülei Hiry Mihály és Géczy Erzsébet voltak. A kolozsvári református főiskolánn tanult, majd Németországban, Svájcban és Franciaországban képezte tovább magát. 1829-ben a zilahi református főiskola igazgató-tanára lett. 1829–1848 között Közép-Szolnok megye táblabírája s a szabadelvű pártnak bajnoka volt. 1848-ban tanítványait honvédnek küldte; ezért haditörvényszék elé állították; megfosztották a tanári állásától. 1856-tól taníthatott ismét.
Részt vett a Közép-Szolnok vármegyei reformellenzéki mozgalmakban. Az iskolában a latinul való tanítást beszüntette és minden tantárgyat magyarul tanított. Cikkeken kívül írt verseket és számos külföldi színdarabot fordított magyarra. Gyümölcskertészettel is foglalkozott; sokat tett a szilágysági gyümölcstermesztés érdekében.

## Színművei
- A szerelemféltők, vagy egyiknek sincs igaza (vígjáték, 4 felvonás, 1834)
- Az ellenségek (nézőjáték, 3 felvonás, 1834)
- Hazajövetel (színjáték, 1 felvonás, 1836)
- Lámpástorony (színjáték, 2 felvonás)